# アグネス・グッドサー
アグネス・グッドサー（Agnès-Noyes Goodsir、1864年6月18日 - 1939年8月11日）はオーストラリアの画家である。主にパリで活動した。

## 略歴
オーストラリア、ビクトリア州のポートランド(Portland)でメルボルンの税関の役人の娘に生まれた。1898年になってから最初の美術教育をベンディゴの鉱業・工業専門学校で、画家のウッドワード(Arthur Thomas Woodward:1865-1943)から受けた。1899年にパリに留学した。当時、ルパート・バニー(Rupert Bunny:1864-1947)、ステラ・ボウエン (Stella Bowen:1893–1947)、マックス・メルドラム (Max Meldrum:1875-1955)といったオーストラリアの画家たちがパリで修行しており、「セーヌ左岸」(Rive Gauche)と呼ばれる地域にはオーストラリアからの芸術家たちが多く集まっていてグッドサーもそのグループに加わった。
パリでは私立の美術学校、アカデミー・ドレクリューズやアカデミー・ジュリアン、アカデミー・コラロッシで学び1912年から、ロンドンとパリを交互に滞在して活動していたが、1921年からパートナーの女性、レイチェル・ダン(Rachel Dunn)とパリのオデオン通りに住んだ。レイチェルはグッドサーの作品に多く描かれている。
アンデパンダン展やフランス国民美術協会の展覧会に1905年から30年以上出展し、イギリスのロイヤル・アカデミーの展覧会にも出展した。1927年に短期間オーストラリアに帰国し、シドニーやメルボルンで展覧会を開いた。1939年にパリで没し、グッドサーの作品を相続したレイチェル・ダンは40点あまりを、グッドサーの家族に送り、残りはオーストラリアの複数の美術館に寄付した。
グッドサーは人物画や静物画を描いた。

## 作品
- "Girl on couch" (c.1915)
- 「アジサイ」
- 「タバコを吸う女性」
- 「パリジェンヌ」(1924)